# John Adams
John Adams (Braintree, 30 de outubro de 1735 – Quincy, 4 de julho de 1826) foi o segundo presidente dos Estados Unidos (1797–1801) e, anteriormente, primeiro vice-presidente dos Estados Unidos. Pai da Nação estadunidense, Adams foi estadista, diplomata e um advogado importante no período da independência americana da Grã-Bretanha. De boa educação, Adams era um teórico político do Iluminismo que divulgou o republicanismo, tal como o conceito de um governo central, e escreveu várias obras sobre as suas ideias, tanto em trabalhos publicados como em cartas para a sua esposa e conselheira Abigail Adams, e, também, a outros Pais da Nação.
Adams começou a destacar-se nos primeiros tempos da Revolução Americana. Advogado e figura pública em Boston, como delegado de Massachusetts no Congresso Continental, teve um papel importante em convencer o Congresso a declarar a independência. Ajudou Thomas Jefferson a elaborar a Declaração da Independência em 1776, e foi um dos seus principais defensores junto do Congresso. Mais tarde, como diplomata na Europa, ajudou a negociar o provável tratado de paz com a Grã-Bretanha, e foi responsável por obter importantes empréstimos governamentais dos banqueiros de Amesterdão. Teórico político e historiador, Adams redigiu grande parte da Constituição de Massachusetts em 1780, a qual, juntamente com o seu Thoughts on Government, influenciou o pensamento político americano. Um dos seus grandes papéis foi como analista de caracteres: em 1775, nomeou George Washington para comandante-em-chefe; 25 anos mais tarde, designou John Marshall para Chefe de Justiça dos Estados Unidos.
A natureza revolucionária de Adams asseguraram duas presenças como vice-presidente de George Washington, e a sua própria eleição em 1796 como segundo presidente do país. Durante seu único mandato, foi confrontado com ataques dos democratas-republicanos de Jefferson, tal como da facção dominante do seu Partido Federalista liderado pelo seu declarado adversário Alexander Hamilton. Adams assinou o controverso Alien and Sedition Acts e organizou o exército e a marinha em particular para fazer face a uma guerra não declarada (designada por "Quase-guerra") com a  França (1798–1800). A principal conquista da sua presidência foi a resolução pacífica do conflito face à oposição de Hamilton.
Em 1800, Adams foi derrotado nas eleições presidenciais por Thomas Jefferson e retirou-se para Massachusetts. Mais tarde reataria a sua amizade com Jefferson. Adams e a sua esposa tiveram vários filhos que seguiram as áreas da política, diplomacia e história, e que ficariam designados por família política de Adams. Adams foi o pai de John Quincy Adams, o sexto Presidente dos Estados Unidos. As suas conquistas foram reconhecidas nos tempos modernos, apesar  dos seus contributos não tivessem sido celebrados como os dos outros Pais da Nação. Adams foi o primeiro presidente a residir na mansão que ficaria conhecida como Casa Branca.

## Biografia

### Infância e juventude
John Adams era o mais velho de três filhos, nasceu em 30 de outubro de 1735 (19 de outubro de 1735, no calendário juliano), no que é hoje Quincy, Massachusetts de John Adams, Sr., e Susanna Adams. A mãe de Adams vinha de uma prestigiada família de médicos e o seu pai era diácono congregacionista, agricultor, sapateiro e tenente na milícia, para além de servir como vereador e de supervisionar a construção de escolas e estradas. Enquanto ele não falava muito de sua mãe mais tarde na vida, ele normalmente elogiava seu pai e foi muito próximo a ele quando criança. Hoje o berço dos Adams é parte de Adams National Historical Park. Seu pai (1691-1761), era descendente de quinta geração de Henry Adams, que emigrou da Somerset na Inglaterra, para Massachusetts Bay Colony, em cerca de 1638. Adams nasceu em uma família modesta.
Por ser o filho mais velho, os pais de John Adams obrigaram-no a ter uma educação formal que teve início quando este tinha seis anos de idade na Dame School. Mais tarde frequentou a Braintree Latin School onde estudou Latim, retórica, lógica e aritmética. Adams não era um bom aluno e o seu desejo era tonar-se agricultor, no entanto, quando foi nomeado um novo diretor para a sua escola, as suas notas melhoraram.
Em 1751, aos dezesseis anos, Adams entrou na Universidade de Harvard. Contrariando a vontade do seu pai, Adams optou por não se tornar ministro e completou um Bacharelato de Artes em 1755. Nos anos seguintes deu aulas em Worcester, Massachusetts enquanto tentava decidir qual era a sua verdadeira vocação. Acabou por decidir que queria fazer algo que lhe trouxesse "honra e prestigio" e que fizesse dele "um grande homem". De forma a concretizar esses objetivos, decidiu tornar-se advogado e, numa carta para o seu pai justificou a sua decisão dizendo que os advogados conseguiam "feitos nobres e galantes", enquanto o clero era constituído por "perfeitos idiotas que fingiam ser santos".
Adams estudou Direito e em 1756 tornou-se aprendiz no escritório de John Putnam, um advogado proeminente de Worcester. Em 1758, terminou um Mestrado na Universidade de Harvard e entrou para a Ordem nesse mesmo ano.

### Carreira política e diplomata

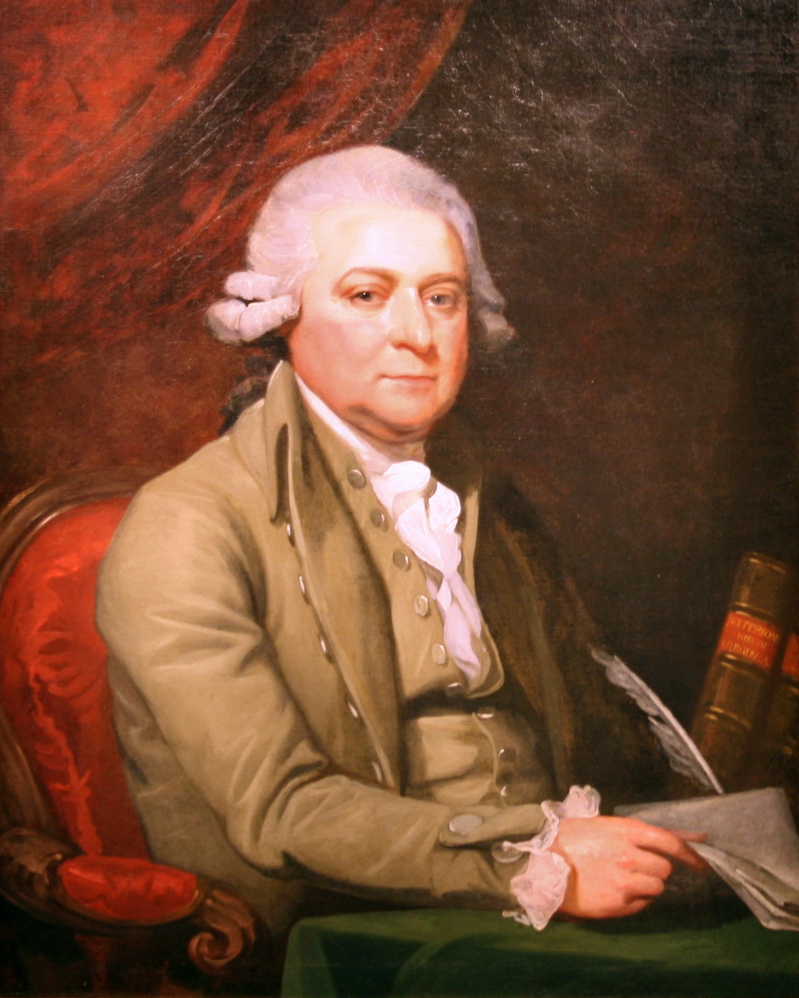
Pintura representando Adams em 1788

Ocupou cargos diplomáticos na França e nos Países Baixos durante a guerra de independência e participou da elaboração do tratado de paz. Retornou ao país e foi eleito vice-presidente de George Washington.
John Adams se demonstrou contrário aos conflitos entre os ingleses, os franceses revolucionários e os federalistas americanos, dando fim à guerra no mar e incentivando a convenção de 1800 que proporcionou o reatamento das relações entre França e Inglaterra. Membros mais intransigentes do seu partido se vingaram dele não se empenhando para sua reeleição em 1800. Adams, no entanto, não pode esconder que se identificava mais com os federalistas e que sua linguagem se aproximava muito da dos ultraconservadores europeus sendo esta a explicação dada à vitória dos republicanos durante a eleição, com a subida de Thomas Jeferson à presidência. Durante seu governo ocorreram as revoluções da Virgínia e do Kentucky.
Depois da derrota pela reeleição, ele se aposentou em Massachusetts. Seu filho, John Quincy Adams, foi, também, posteriormente, presidente dos Estados Unidos.
Um fato curioso é que, John Adams retirou-se para sua fazenda em Quincy, e seu amigo, Thomas Jefferson (também ex-presidente e participante da Declaração da Independência) morreram na mesma data. Só que Jefferson havia morrido poucas horas antes, em Monticello, em 4 de julho de 1826, sendo que, coincidentemente, nesse dia eram comemorados os 50 anos da independência americana, a qual os dois ajudaram a conquistar.
| “ | Thomas Jefferson sobrevive | ” |

Encontra-se sepultado em Adams Crypt, Quincy, Condado de Norfolk, Massachusetts nos Estados Unidos.

## Presidência ( 1797-1801 )

### Posse
Adams foi empossado como o segundo presidente do país em 4 de março de 1797 pelo presidente da Suprema Corte, Oliver Ellsworth. Como presidente, ele seguiu o exemplo de Washington ao usar a presidência para exemplificar os valores republicanos e a virtude cívica, e seu serviço estava livre de escândalos. Adams passou grande parte do seu mandato em sua casa em Massachusetts, Peace Field, preferindo a tranquilidade da vida doméstica aos negócios na capital. Ele ignorou o clientelismo político e os candidatos a escritório que outros titulares de cargos utilizavam.
Os historiadores debatem sua decisão de manter os membros do gabinete de Washington à luz da lealdade do gabinete a Hamilton. Os "hamiltonianos que o rodeiam", observou Jefferson, "são apenas um pouco menos hostis para ele do que para mim". Embora ciente da influência de Hamilton, Adams estava convencido de que sua retenção assegurava uma sucessão mais suave. Adams manteve os programas econômicos de Hamilton, que consultava regularmente os principais membros do gabinete, especialmente o poderoso secretário do Tesouro, Oliver Wolcott Jr. Adams era em outros aspectos bastante independente de seu gabinete, muitas vezes tomando outras decisões apesar da oposição dele. Hamilton havia se acostumado a ser consultado regularmente por Washington. Logo após a posse de Adams, Hamilton enviou-lhe uma carta detalhada com sugestões de políticas para o novo governo. Adams ignorou com desprezo.

### Comissão de Paz Falida e o caso XYZ
O historiador Joseph Ellis escreve que "[a] presidência de Adams estava destinada a ser dominada por uma única questão da política norte-americana até certo ponto, raramente, se alguma vez encontrada por qualquer ocupante sucessor do cargo". Essa questão era se deveria fazer uma guerra com a França ou encontrar a paz. Na Europa, a Grã-Bretanha e a França estavam em guerra como resultado da Revolução Francesa. Hamilton e os federalistas favoreceram a monarquia britânica contra o que eles viam como o radicalismo político e anti-religioso da Revolução Francesa, enquanto Jefferson e os republicanos, com sua firme oposição à monarquia, apoiavam fortemente a França. Os franceses apoiaram Jefferson para presidente e ficaram ainda mais beligerantes com a sua perda. Quando Adams assumiu o cargo, ele decidiu continuar a política de Washington de ficar fora da guerra. Por causa do Tratado de Jay, os franceses viam a América como o parceiro júnior da Grã-Bretanha e começaram a confiscar navios mercantes americanos que negociavam com os britânicos. A maioria dos americanos ainda era pró-francesa devido à assistência da França durante a Revolução, a percepção da humilhação do Tratado de Jay e seu desejo de apoiar uma república contra a monarquia britânica, e não toleraria a guerra com a França.
Em 16 de maio de 1797, Adams fez um discurso na Câmara e no Senado em que pediu o aumento da capacidade de defesa em caso de guerra com a França. Ele anunciou que enviaria uma comissão de paz para a França, mas, ao mesmo tempo, convocou uma formação militar para combater qualquer possível ameaça francesa. O discurso foi bem recebido pelos federalistas. Adams foi descrito como uma águia segurando um ramo de oliveira em uma garra e os "emblemas de defesa" na outra. Os republicanos ficaram indignados, pois Adams não apenas falhou em expressar apoio à causa da República Francesa, mas parecia estar pedindo guerra contra ela.
Os sentimentos mudaram com o XYZ Affair. A comissão de paz que Adams nomeou consistia em John Marshall, Charles Cotesworth Pinckney e Elbridge Gerry. Jefferson reuniu-se quatro vezes com Joseph Letombe, o cônsul francês na Filadélfia. Letombe escreveu a Paris afirmando que Jefferson havia dito a ele que era do interesse da França tratar os ministros americanos civilmente, mas "depois prolongar as negociações demoradamente" para chegar à solução mais favorável. De acordo com Letombe, Jefferson chamou Adams de "vaidoso, desconfiado e teimoso". Quando os enviados chegaram em outubro, eles ficaram esperando por vários dias e, em seguida, concederam apenas uma reunião de 15 minutos com o ministro das Relações Exteriores da França, Talleyrand . Os diplomatas foram então recebidos por três agentes de Talleyrand. Os emissários franceses (mais tarde codinome X, Y e Z) recusaram-se a conduzir negociações, a menos que os Estados Unidos pagassem enormes subornos, um para Talleyrand pessoalmente e outro para a República da França. Supostamente isso era para compensar as ofensas dadas à França por Adams em seu discurso. Os americanos se recusaram a negociar tais termos. Marshall e Pinckney voltaram para casa, enquanto Gerry permaneceu.
A notícia da missão de paz desastrosa chegou na forma de um memorando de Marshall em 4 de março de 1798. Adams, não querendo incitar impulsos violentos entre a população, anunciou que a missão fracassara sem fornecer detalhes. Ele também enviou uma mensagem ao Congresso pedindo uma renovação das defesas do país. Os republicanos frustraram as medidas de defesa do presidente. Suspeitando que ele poderia estar escondendo material favorável à França, a Câmara, com o apoio dos federalistas que ouviram rumores do que estava contido nas mensagens e ficaram felizes em ajudar os republicanos, votou esmagadoramente em exigir que Adams liberasse os documentos. Uma vez que eles foram libertados, os republicanos, de acordo com Abigail, foram "estúpidos". Benjamin Franklin Bache, Filadélfia Aurora, culpou a agressão de Adams como a causa do desastre. Entre o público em geral, os efeitos foram muito diferentes. O caso enfraqueceu substancialmente o apoio popular americano à França. Adams atingiu o ápice de sua popularidade, já que muitos no país pediram uma guerra em larga escala contra os franceses.

### Acordos de Alien e Sedição
Apesar do XYZ Affair, a oposição republicana persistiu. Federalistas acusaram os franceses e seus imigrantes associados de provocar agitação civil. Em uma tentativa de sufocar o clamor, os federalistas introduziram e o Congresso aprovou uma série de leis coletivamente chamadas de Atos Alien e Sedição , que foram assinados por Adams em junho de 1798.  O Congresso aprovou especificamente quatro medidas - a Lei de Naturalização, o Alien Friends Act, o Alien Enemies Act e o Sedition Act. Tudo ocorreu em um período de duas semanas, no que Jefferson chamou de "paixão desprotegida". A Lei dos Amigos Estrangeiros, o Ato dos Inimigos Alienígenas e os Atos de Naturalização visavam imigrantes, especificamente franceses, dando ao presidente maior autoridade de deportação e aumentando as exigências de cidadania. A Lei de Sedição tornou crime publicar "escritas falsas, escandalosas e maliciosas" contra o governo ou seus funcionários. Adams não havia promovido nenhum desses atos, mas foi convidado a assiná-los por sua esposa e gabinete. Ele finalmente concordou e assinou as contas em lei.
A administração iniciou catorze ou mais acusações ao abrigo da Lei da Sedição, bem como processos contra cinco dos seis jornais republicanos mais proeminentes. A maioria das ações legais começou em 1798 e 1799, e foi a julgamento na véspera da eleição presidencial de 1800. Outros historiadores citaram evidências de que os Atos Alien e Sedição raramente eram cumpridos, a saber: 1) apenas 10 condenações sob a Lei de Sedição foram identificadas; 2) Adams nunca assinou uma ordem de deportação; e 3) as fontes de furor expressado sobre os atos eram republicanos. Os Atos permitiam a acusação de muitos que se opunham aos federalistas. O congressista Matthew Lyon, de Vermont, foi condenado a quatro meses de prisão por criticar o presidente. Adams resistiu às tentativas de Pickering de deportar os estrangeiros, embora muitos tenham saído sozinhos, em grande parte em resposta ao ambiente hostil. Os republicanos ficaram indignados. Jefferson, revoltado com os atos, não escreveu nada publicamente, mas fez parceria com Madison para esboçar secretamente as Resoluções de Kentucky e Virgínia. Jefferson, escrevendo para o Kentucky, escreveu que os estados tinham o "direito natural" de anular quaisquer atos considerados inconstitucionais. Escrevendo para Madison, ele especulou que, como último recurso, os estados teriam que "se separar da união que tanto valorizamos". Os federalistas reagiram amargamente às resoluções, que teriam implicações muito mais duradouras para o país do que os Atos Alien e Sedição. Ainda assim, os atos que Adams assinou na lei energizaram e unificaram o Partido Republicano enquanto faziam pouco para unir os Federalistas.

### Quase-Guerra
Em maio de 1798, um corsário francês capturou um navio mercante no porto de Nova York. Um aumento nos ataques ao mar marcou o início da guerra naval não declarada conhecida como Quasi-War. Adams sabia que a América seria incapaz de vencer um grande conflito, tanto por causa de suas divisões internas quanto porque a França na época estava dominando a luta na maior parte da Europa. Ele seguiu uma estratégia segundo a qual os Estados Unidos assediaram navios franceses em um esforço suficiente para conter os ataques franceses aos interesses americanos. Em maio, logo após o ataque em Nova York, o Congresso criou um Departamento da Marinha em separado. A perspectiva de uma invasão francesa do continente norte-americano levou a chamadas para a construção do exército. Hamilton e outros "altos federalistas" foram particularmente inflexíveis quanto à convocação de um grande exército, apesar do temor comum, particularmente entre os republicanos, de que grandes exércitos permanentes eram subversivos à liberdade. Em maio, um exército "provisório" de 10 mil soldados foi autorizado pelo Congresso. Em julho, o Congresso criou doze regimentos de infantaria e forneceu seis companhias de cavalaria. Esses números superaram os pedidos de Adams, mas ficaram aquém dos de Hamilton.
Adams foi pressionado pelos federalistas a nomear Hamilton, que serviu como ajudante de campo de Washington durante a Revolução, para comandar o exército. Desconfiado de Hamilton e temendo uma trama para subverter sua administração, Adams nomeou Washington para comandar o exército sem consultá-lo. Washington ficou surpreso e, como condição de sua aceitação, exigiu que lhe fosse permitido nomear seus próprios subordinados. Ele queria ter Henry Knox como segundo em comando, seguido por Hamilton e Charles Pinckney. Em 2 de junho, Hamilton escreveu a Washington afirmando que ele não serviria a menos que fosse nomeado Inspetor Geral e segundo no comando. Washington admitiu que Hamilton, apesar de ter um posto inferior ao de Knox e Pinckney, tinha, ao servir em sua equipe, mais oportunidades para compreender todo o cenário militar e, portanto, deveria superá-los. Adams enviou o secretário de Guerra McHenry para Mount Vernon para convencer Washington a aceitar o posto. McHenry apresentou sua opinião de que Washington não serviria a menos que fosse permitido escolher seus próprios oficiais. Adams tinha a intenção de nomear os republicanos Burr e Frederick Muhlenberg para fazer o exército parecer bipartidário. A lista de Washington consistia inteiramente de federalistas. Adams cedeu e concordou em submeter ao Senado os nomes de Hamilton, Pinckney e Knox, nessa ordem, embora as decisões finais de hierarquia fossem reservadas a Adams.  Knox recusou-se a servir sob estas condições. Adams pretendia firmemente dar a Hamilton o posto mais baixo possível, enquanto Washington e muitos outros federalistas insistiam erroneamente que a ordem em que os nomes haviam sido submetidos ao Senado deveria determinar a antiguidade. Em 21 de setembro, Adams recebeu uma carta de McHenry retransmitindo uma declaração de Washington ameaçando renunciar se Hamilton não fosse o segundo no comando. Adams sabia da reação que ele receberia dos federalistas se ele continuasse seu curso, e ele foi forçado a capitular apesar do amargo ressentimento contra muitos de seus colegas federalistas.  A doença grave de Abigail, a quem Adams era temido estava perto da morte, exacerbou seu sofrimento e frustração.
Logo ficou claro que, devido à idade avançada de Washington, Hamilton era o comandante de facto do exército. Ele exerceu controle efetivo sobre o Departamento de Guerra, assumindo suprimentos para o exército. Enquanto isso, Adams construiu a Marinha, acrescentando seis fragatas velozes e poderosas, mais notavelmente a Constituição do EUA.
A Quasi-Guerra continuou, mas houve um declínio perceptível na febre de guerra a partir do outono, quando chegaram notícias da derrota francesa na Batalha do Nilo, que muitos americanos esperavam que os deixasse mais dispostos a negociar. Em outubro, Adams ouviu de Gerry, em Paris, que os franceses queriam fazer as pazes e receberiam adequadamente uma delegação americana. Naquele dezembro, em seu discurso no Congresso, Adams transmitiu essas declarações expressando ao mesmo tempo a necessidade de manter defesas adequadas. O discurso enfureceu os dois federalistas, incluindo Hamilton, muitos dos quais queriam um pedido de declaração de guerra e os republicanos. Hamilton secretamente promoveu um plano, já rejeitado por Adams, no qual as tropas americanas e britânicas se uniram para aproveitar da Flórida Espanhola e Louisiana, supostamente para impedir uma possível invasão francesa. Os críticos de Hamilton, incluindo Abigail, viram em seus acampamentos militares os sinais de um aspirante a ditador militar.
Em 18 de fevereiro de 1799, Adams surpreendeu muitos nomeando o diplomata William Vans Murray em uma missão de paz na França. A decisão foi tomada sem consultar seu gabinete ou até mesmo Abigail, que, apesar de ouvir isso, descreveu-o como um "golpe de mestre". Para aplacar os republicanos, ele nomeou Patrick Henry e Ellsworth para acompanhar Murray e o Senado imediatamente os aprovou em 3 de março. Henry recusou a indicação e Adams escolheu William Richardson Davie para substituí-lo. Hamilton criticou fortemente a decisão, assim como os membros do gabinete de Adams, que mantiveram comunicação frequente com ele. Adams novamente questionou a lealdade daqueles homens, mas não os removeu. Para aborrecimento de muitos, Adams passou sete meses completos - de março a setembro - de 1799 em Peacefield, finalmente retornando a Trenton, onde o governo montou quartos provisórios devido à epidemia de febre amarela, depois que uma carta chegou de Talleyrand confirmando a morte de Gerry. declaração de que os ministros americanos seriam recebidos. Adams decidiu então enviar os comissários para a França. Adams chegou em Trenton em 10 de outubro. Pouco depois, Hamilton, em uma violação do protocolo militar, chegou sem ser convidado na cidade para falar com o presidente, pedindo-lhe que não enviasse os comissários de paz, mas sim aliar-se. com a Grã-Bretanha, que ele via como o partido mais forte, para restaurar os Bourbons. Para França. "Eu o ouvi com bom humor perfeito, embora nunca na minha vida eu tenha ouvido um homem falar mais como um idiota", disse Adams. Ele considerou a ideia de Hamilton como quimérica e exagerada. Em 15 de novembro, os comissários zarparam para Paris.

### Rebelião de Fries
Para pagar o aumento militar da Quasi-Guerra, Adams e seus aliados Federalistas promulgaram o Imposto Direto de 1798. A tributação direta pelo governo federal era amplamente impopular, e as receitas do governo sob Washington vinham principalmente de impostos e tarifas . Embora Washington tivesse mantido um orçamento equilibrado com a ajuda de uma economia em crescimento, o aumento dos gastos militares ameaçava causar grandes déficits orçamentários, e os federalistas desenvolveram um plano de tributação para atender à necessidade de aumentar as receitas do governo. O Imposto Direto de 1798 instituiu um imposto progressivo sobre o valor da terra de até 1% do valor de uma propriedade. Os contribuintes do leste da Pensilvânia resistiram aos cobradores de impostos federais e, em março de 1799, a Rebelião de Fries, sem sangue, estourou. Liderados pelo veterano da Guerra Revolucionária, John Fries, os agricultores rurais de língua alemã protestaram contra o que consideravam uma ameaça às suas liberdades. Intimidavam os coletores de impostos, que frequentemente se viam incapazes de cuidar de seus negócios. A perturbação foi rapidamente terminada com Hamilton liderando o exército para restaurar a paz.
Fries e dois outros líderes foram presos, julgados culpados de traição e sentenciados a enforcá-los. Eles apelaram para Adams pedindo perdão. O gabinete, por unanimidade, aconselhou Adams a recusar, mas ele concedeu o perdão, usando como justificativa o argumento de que os homens haviam instigado uma mera revolta em oposição a uma rebelião.  Em seu panfleto atacando Adams antes da eleição, Hamilton escreveu que "era impossível cometer um erro maior".

### Divisões Federalistas e Paz

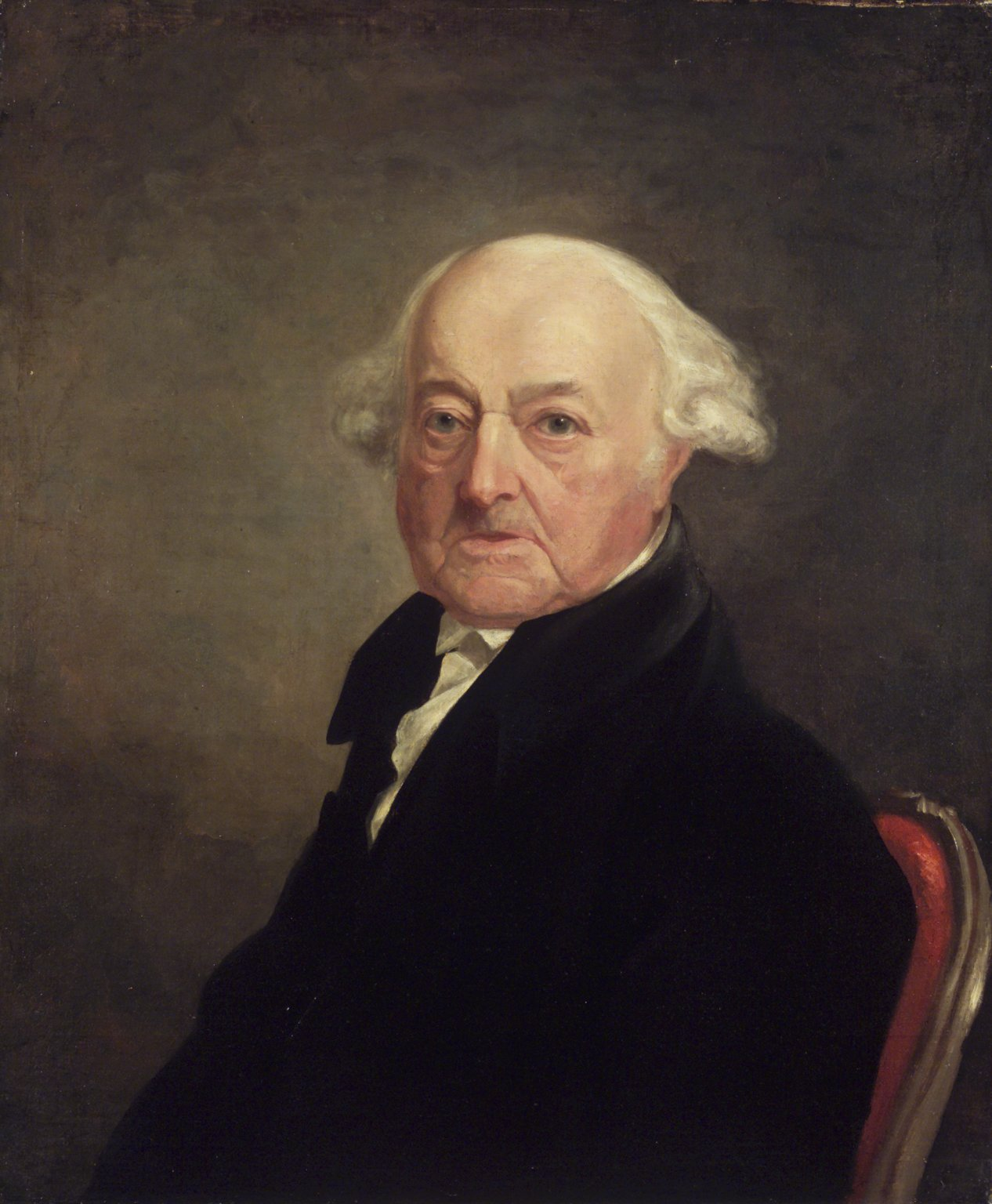
Retrado de John Adams, por Samuel Morse.

Em 5 de maio de 1800, as frustrações de Adams com a ala de Hamilton do partido explodiram durante uma reunião com McHenry, um partidário de Hamilton que era considerado universal, mesmo por Hamilton, como um inepto secretário de guerra. Adams acusou-o de subserviência a Hamilton e declarou que preferia servir como vice-presidente ou ministro de Jefferson em Haia, em vez de ficar em dívida com Hamilton para a presidência. McHenry se ofereceu para renunciar imediatamente e Adams aceitou. Em 10 de maio, ele pediu a Pickering que renunciasse. Pickering se recusou e foi sumariamente demitido. Adams nomeou John Marshall como Secretário de Estado e Samuel Dexter como Secretário de Guerra. Em 1799, Napoleão assumiu como chefe do governo francês no golpe de 18 Brumaire e declarou a Revolução Francesa. A notícia deste evento aumentou o desejo de Adams de desmantelar o exército provisório, que, com Washington agora morto, foi comandado apenas por Hamilton. Seus movimentos para acabar com o exército após as partidas de McHenry e Pickering foram recebidos com pouca oposição. Em vez de permitir que Adams receba o crédito, os federalistas se uniram aos republicanos no voto para desmembrar o exército em meados de 1800.
Napoleão, percebendo que o conflito era inútil, sinalizou sua prontidão para relações amistosas. Pela Convenção de 1800 , os dois lados concordaram em devolver quaisquer navios capturados e permitir a transferência pacífica de bens não militares para um inimigo da nação. Em 23 de janeiro de 1801, o Senado votou 16-14 em favor do tratado, quatro votos a menos do que os dois terços necessários. Alguns federalistas, incluindo Hamilton, pediram que o Senado votasse a favor do tratado com reservas. Uma nova proposta foi então elaborada exigindo que o Tratado de Aliança de 1778 fosse substituído e que a França pagasse pelos seus danos à propriedade americana. Em 3 de fevereiro, o tratado com as reservas passou 22-9 e foi assinado por Adams.  Adams orgulhosamente evitou a guerra, mas dividiu profundamente seu partido no processo. O historiador Ron Chernow escreve que "a ameaça do jacobinismo" foi a única coisa que uniu o Partido Federalista, e que a eliminação de Adams inconscientemente contribuiu para o fim do partido. A notícia do tratado de paz não chegou aos Estados Unidos até depois da eleição, tarde demais para influenciar os resultados.

### Estabelecimento de Instituições Governamentais e mudança para Washington
A liderança de Adams na defesa naval, por vezes, levou-o a ser chamado de "pai da marinha americana". Em julho de 1798, ele assinou uma lei para o alívio de marinheiros doentes e deficientes , que autorizou o estabelecimento de um serviço hospitalar marinho operado pelo governo. Em 1800, ele assinou a lei que institui a Biblioteca do Congresso.
Adams fez sua primeira visita oficial à nova sede do governo no início de junho de 1800. Em meio à paisagem urbana "bruta e inacabada", o presidente encontrou os prédios públicos "em uma antecipação muito maior do que o esperado". Ele se mudou para a Mansão do Presidente quase concluída (mais tarde conhecida como a Casa Branca) em 1 de novembro. Abigail chegou algumas semanas depois. Ao chegar, Adams escreveu a ela: "Antes de terminar minha carta, eu rezo para que o Céu conceda o melhor das Bênçãos sobre esta Casa e sobre todos os que a seguirem. Que ninguém mais que homens honestos e sábios governem sob este teto". O Senado do 7º Congresso reuniu-se pela primeira vez na nova sede do Congresso.(mais tarde conhecido como o edifício do Capitólio) em 17 de novembro de 1800. Em 22 de novembro, Adams fez seu quarto discurso sobre o Estado da União a uma sessão conjunta do Congresso na antiga Câmara da Suprema Corte. Esta seria a última mensagem anual que qualquer presidente entregaria pessoalmente ao Congresso pelos próximos 113 anos.

### Eleição de 1800
Com o Partido Federalista profundamente dividido em suas negociações com a França, e o Partido Republicano da oposição enfurecido com os Atos de Alien e Sedição e a expansão das forças armadas, Adams enfrentou uma campanha assustadora de reeleição em 1800. Os congressistas federalistas convocaram na primavera de 1800 e nomearam Adams e Charles Cotesworth Pinckney . Os republicanos nomearam Jefferson e Burr, seus candidatos nas eleições anteriores.
A campanha foi amarga e caracterizada por insultos maliciosos por imprensa partidária de ambos os lados. Os federalistas alegaram que os republicanos eram inimigos de "todos os que amam a ordem, a paz, a virtude e a religião". Diziam que eram libertinos e radicais perigosos que favoreciam os direitos dos estados sobre a União e instigariam a anarquia e a guerra civil. Rumores de Jefferson assuntos com os escravos eram usados contra ele. Os republicanos, por sua vez, acusaram os federalistas de subverter os princípios republicanos através de leis federais punitivas e de favorecer a Grã-Bretanha e os outros países da coalizão em sua guerra com a França para promover valores aristocráticos e anti-republicanos. Jefferson foi retratado como um apóstolo da liberdade e homem do povo, enquanto Adams foi rotulado como um monarquista. Ele foi acusado de insanidade e infidelidade conjugal. James T. Callender, um propagandista republicano secretamente financiado por Jefferson, degradou o caráter de Adams e acusou-o de tentar fazer uma guerra com a França. Callender foi preso e preso sob o Ato de Sedição, que apenas inflamou as paixões republicanas.
A oposição do Partido Federalista era às vezes igualmente intensa. Alguns, incluindo Pickering, acusaram Adams de conspirar com Jefferson para que ele acabasse sendo presidente ou vice-presidente. Hamilton trabalhou arduamente, tentando sabotar a reeleição do presidente. Planejando uma denúncia do caráter de Adams, ele solicitou e recebeu documentos privados de ambos os secretários de gabinete demitidos e Wolcott. A carta destinava-se apenas a alguns eleitores federalistas. Ao ver um rascunho, vários federalistas pediram a Hamilton que não o enviasse. Wolcott escreveu que "o pobre velho" poderia se fazer sem a ajuda de Hamilton. Hamilton não deu atenção ao conselho deles. Em 24 de outubro, ele enviou um panfleto atacando fortemente as políticas e o caráter de Adams. Hamilton denunciou a "indicação precipitada" de Murray, o perdão de Fries e o disparo de Pickering. Ele incluiu uma parte justa de insultos pessoais, difamando o "egoísmo repugnante" do Presidente e o "temperamento ingovernável". Adams, concluiu ele, era "emocionalmente instável, dado a decisões impulsivas e irracionais, incapaz de coexistir com seus conselheiros mais íntimos e geralmente incapaz de ser presidente". Estranhamente, acabou dizendo que os eleitores deveriam apoiar Adams e Pinckney igualmente. Graças a Burr, que secretamente obteve uma cópia, o panfleto tornou-se de conhecimento público e foi distribuído em todo o país pelos republicanos, que se alegrava com o que continha. O panfleto destruiu o Partido Federalista, pôs fim à carreira política de Hamilton e ajudou a garantir a provável derrota de Adams.
Quando os votos eleitorais foram contados, Adams terminou em terceiro lugar com 65 votos, e Pinckney ficou em quarto com 64 votos. Jefferson e Burr empataram em primeiro lugar com 73 votos cada. Por causa do empate, a eleição recaiu sobre a Câmara dos Representantes, com cada estado tendo um voto e uma supermaioria necessária para a vitória. Em 17 de fevereiro de 1801 - na 36ª votação - Jefferson foi eleito por uma votação de 10 a 4 (dois estados se abstiveram). Vale ressaltar que o esquema de Hamilton, embora tenha feito os federalistas parecerem divididos e, portanto, ajudou Jefferson a vencer, fracassou em sua tentativa geral de afastar os eleitores federalistas de Adams.

Para agravar a agonia de sua derrota, o filho de Adams, Charles, um alcoólatra de longa data, morreu em 30 de novembro. Ansioso por se juntar a Abigail, que já havia partido para Massachusetts, Adams partiu da Casa Branca na madrugada de 4 de março de 1801. e não compareceu à posse de Jefferson. Desde então, apenas três presidentes em final de mandato (tendo cumprido um mandato completo) não compareceram às inaugurações de seus sucessores. As complicações decorrentes das eleições de 1796 e 1800 levaram o Congresso e os estados a refinar o processo pelo qual o Colégio Eleitoral elege um presidente e um vice-presidente através da 12ª Emenda, que se tornou parte da Constituição em 1804.